# Lijst van burgemeesters van Moerdijk
Dit is een lijst van burgemeesters van de Nederlandse gemeente Moerdijk in de provincie Noord-Brabant die in 1997 als gemeente Zevenbergen ontstond bij een gemeentelijke herindeling in Noord-Brabant maar in 1998 werd hernoemd tot gemeente Moerdijk.
| Ambtsperiode | Naam burgemeester         | Partij of stroming | Bijzonderheden |
| ------------ | ------------------------- | ------------------ | -------------- |
| 1997 - 2008  | Henk (H.W.) den Duijn     | VVD                |                |
| 2008 - 2011  | Wim (W.M.J.) Denie        | PvdA               |                |
| 2011         | Jan (J.H.H.) Mans         | PvdA               | Waarnemend     |
| 2011 - 2021  | Jac (J.P.M.) Klijs        | CDA                | [ 3 ] [ 4 ]    |
| 2021 - heden | Aart-Jan (A.J.) Moerkerke | VVD                | [ 5 ]          |